# ゼカリヤ書9章
ゼカリヤ書9章（ぜかりやしょ9しょう）は旧約聖書のゼカリヤ書の中の一章。ゼカリヤ書9章ではゼカリヤ書2章4節「『彼らは何をするために来るのですか』と尋ねると、『これらの角は、だれも頭を上げる者がないほどに、ユダをちりぢりにしたものである。また、これらの人々は、ユダをちりぢりにするために、ユダの地に角を振り上げ、彼らを震え上がらせた国々の角を切り倒すために来るのだ』と言われた。」で預言されていたイスラエルの敵を滅ぼす預言の成就及び来たるべきメシアの到来について書かれている。
ダマスコはシリア平原につくられたアラム人王国の首都で、ハドラクはその付近の都市である。ハマトはシリアに流れるオロンテス川の河畔にあったハマト王国の首都、ティルスとシドンはフェニキア(現在のレバノン共和国。地中海の海上貿易進出が盛んで、海の女王と呼ばれた)の町の一つ。ガザは死海の西側100km前後の位置にあり、その付近のアシュケロン、エクロン、アシュドドはいずれもペリシテ人の五大都市である。

## 日本語訳
ゼカリヤ書9章は17節からなる。

## 解釈
1-8節では戦う神のイメージが打ち出されている。預言書の中でもイザヤ書2章4節のような平和主義を連想させる箇所とは大きくイメージが異なる。
ただイザヤ書2章4節で表現されていることは単に絶対平和主義を表現しているにとどまらず、アッシリア、エジプト、バビロニア、ペルシャといった人間の目にどんなに盤石に見える大帝国であっても神の力の前にはいずれ滅びる脆弱なものに過ぎないこと、人間の目に見える表面的な力ではなく神の力に目を向けるべきことが表現されていると考えれば矛盾とは言えないとも解釈できる。このような戦う神の表象は神のみを最終的な審判者であることを知らしめることで人間が起こす戦いを促進するのではなく抑制するべきなのであり、15節にある「放たれた石は敵に食らいついて倒し」といったような戦いは人間が起こすものではなく神によってなされることを覚えるべきなのである。9節のろばに乗るメシアはマタイによる福音書21章5節で引用されている箇所で、旧約聖書でも創世記49章11節でろばに乗る王が表現されている。メシアは神への完全な信頼ゆえに戦争で使われる馬ではなくろばに乗り、軍事的な力によらない支配をするのである。